# Raquel Liberman
Raquel Liberman (Berdichev; 10 de julio de 1900 - Buenos Aires; 7 de abril de 1935) fue una mujer ucraniana, víctima de la trata de blancas, que logró denunciar a sus tratantes y deshacer la red de trata Zwi Migdal, que operaba en Argentina desde principios del siglo XX y hasta antes del comienzo de la «Década Infame».

## Biografía
Rokhl Lea Liberman nació en la pequeña ciudad de Berdichev, de unos 50 000 habitantes (de los cuales el 80 % eran judíos), en Ucrania. De pequeña emigró con su padres a Varsovia (capital de Polonia). En 1919 se casó con Yaacov Ferber y al año siguiente tuvo su primer hijo, Joshúa Ferber. En 1921, cuando estaba embarazada de su segundo hijo, su esposo emigró a Argentina en busca de trabajo. El 30 de septiembre de 1922, Liberman llegó a la Argentina con sus dos hijos para reunirse con su esposo y se instalaron en el pueblo de Tapalqué (en el centro de la provincia de Buenos Aires).
A los pocos meses, ya en 1923, su esposo murió de tuberculosis y Liberman, sin conocimiento del idioma español, se vio obligada a dejar a sus dos pequeños en casa de vecinos y mudarse a la ciudad de Buenos Aires en busca de trabajo. Al no conseguir trabajo de costurera, entró en la prostitución. Finalmente fue secuestrada por la red de trata Zwi Migdal, que, bajo la apariencia de una Sociedad Judía de Socorros Mutuos, reclutaba mujeres judías pobres de Europa del Este para explotarlas sexualmente en Buenos Aires y otras ciudades del país.
Otra versión dice que en Polonia conoció a un hombre llamado Jaime Kissinger, quien con promesas de matrimonio la llevó a Buenos Aires, donde la dejó en manos de la Zwi Migdal. Una vez atrapada por esta red de trata, Liberman sufrió todo tipo de vejaciones por los «caftenes» (tratantes judíos) en los distintos prostíbulos de la capital.
Durante seis años Liberman permaneció prisionera de esta red, pero logró ahorrar dinero a escondidas para lograr su libertad con la complicidad de un cliente, que se apiadó de ella y ofreció comprarla al proxeneta para su propio prostíbulo de judías en Mendoza. El tratante de la Zwi Migdal aceptó, y Liberman le pagó su precio al cliente. Con lo que quedaba de sus ahorros, Liberman compró un local en la calle Callao, pero fue prontamente detectada por la Zwi Migdal. Ésta comenzó a acosarla y amenazarla para evitar que otras prisioneras de la red trataran de seguir su ejemplo. La Zwi Migdal envió a un rufián (José Salomón Korn) para engañarla con promesas de matrimonio. Ella se casó con Korn y al poco tiempo éste le robó sus ahorros y la recluyó en un burdel-cárcel en Buenos Aires.

## Denuncia y juicio a la Zwi Migdal
Después de escapar por segunda vez de la red, Liberman contactó al comisario Julio Alzugaray, un policía con fama de incorruptible, ante el cual radicó la denuncia el 31 de diciembre de 1929.
El comisario le preguntó si estaba dispuesta a declarar ante un juez y ella afirmó: «Solo se muere una vez: la denuncia no la retiro». El juez en lo criminal Manuel Rodríguez Ocampo citó a Líberman a declarar. Así se obtuvo el trasfondo de la siniestra organización: las mujeres eran llevadas de un lugar a otro de modo forzoso, eran maltratadas física y mentalmente para doblegarlas y evitar que denunciaran a la organización. El juez dictó procesamiento y prisión preventiva a 108 miembros de la Zwi Migdal y la captura de 334 prófugos bajo los cargos de corrupción y asociación ilícita. A lo largo de la investigación se descubrió cierta complicidad de la red con la Policía Federal.
Los ricos líderes de la Zwi Migdal apelaron la sentencia del juez. Pese a la declaración de Liberman, los jueces de la Cámara de Apelaciones en la causa solo dictaron prisión preventiva a tres integrantes secundarios de la organización, dejando libres a los jefes y a todos los demás. La Cámara justificó su acción en que solo Liberman, pese a las amenazas, había declarado, mientras las otras víctimas no declararon.

## Últimos años
Liberman se reunió con sus hijos y vivió en Buenos Aires. Sin embargo, un par de años después enfermó de cáncer de tiroides y murió el 17 de abril de 1935 a los 34 años, dejando huérfanos a sus dos hijos de 15 y 14 años. Antes de morir, estaba tramitando un visado para volver a Polonia con sus hijos para estar con su familia.

## Reconocimiento
El ejemplo de Liberman inspiró semificciones en varios autores, como Humberto Costantini, Carlos Serrano, Myrtha Schalom (con La polaca), Nora Glickman y Elena Vinelli. En Argentina también existen los «premios Raquel Liberman», dedicados a los derechos humanos contra la violencia de género.
En 2017, se premió y publicó la novela Mistonga florcita de lis, obra del escritor argentino Gerardo H. Badoglio, en la cual se hace referencia explícita a Liberman y se relata la historia de una mujer francesa que es traída a Argentina mediante engaños y atraviesa el horror de la trata en aquella particular Buenos Aires de la década infame. 
En 2019, se estrenó la telenovela Argentina, tierra de amor y venganza, con un personaje  basado en su vida. Ese mismo año, se decidió que llevara su nombre la estación Callao de la red de Subterráneos de la Capital Federal de Buenos Aires.